# Colli della Sabina rosso spumante
Il Colli della Sabina rosso spumante è un vino DOC la cui produzione è consentita nelle province di Rieti e Roma.

## Caratteristiche organolettiche
- colore: rosso rubino più o meno intenso
- odore: vinoso, gradevole
- sapore: secco o amabile o dolce

## Produzione
Provincia, stagione, volume in ettolitri
- nessun dato disponibile